# Филипповская (Шенкурский район)
Филипповская — деревня в Шенкурском районе Архангельской области. Входит в состав муниципального образования «Ровдинское».

## География
Деревня расположена в южной части Архангельской области, в таёжной зоне, в пределах северной части Русской равнины, в 55 километрах на юг от города Шенкурска, на левом берегу реки Ваги. Ближайшие населённые пункты: на юге деревня Носовская, на западе деревня Степачевская, на северо-востоке село Ровдино, являющееся административным центром муниципального образования.
Часовой пояс
Филипповская, как и вся Архангельская область, находится в часовой зоне МСК (московское время). Смещение применяемого времени относительно UTC составляет +3:00.

## Население
| 2002 | 2010 | 2012 |
| ---- | ---- | ---- |
| 19   | ↘8   | ↗9   |

## История
Указана в «Списке населённых мест по сведениям 1859 года» в составе Шенкурского уезда(1-го стана) Архангельской губернии под номером «2024» как «Филиповская(Прилукъ)». Насчитывала 4 двора, 15 жителей мужского пола и 25 женского.
В «Списке населенных мест Архангельской губернии к 1905 году» деревня Филиповская(Прилукъ) насчитывает 7 дворов, 16 мужчин и 24 женщины.  В административном отношении деревня входила в состав Ровдинского сельского общества Ровдинской волости, также здесь находилось волостное правление.
На 1 мая 1922 года в поселении 9 дворов, 12 мужчин и 29 женщин..